# Hans Leitert
Hans Leitert (* 15. Januar 1973 in Wien) ist ein ehemaliger österreichischer Fußballspieler auf der Position eines Torwarts, ehemaliger Tormanntrainer und aktueller Tormanntrainerausbildner und Berater.

## Karriere

### Als Spieler
Leitert begann 1984 seine Fußballkarriere beim Wiener Landesligaverein SC Essling 1984. Er wechselte auf Leihbasis zum Wiener Traditionsverein FK Austria Wien und war hinter Franz Wohlfahrt, dem damaligen Nationaltorhüter der österreichischen Nationalmannschaft zweiter/dritter Torhüter. Er selbst war Torhüter der damaligen U18- und U21-Nationalmannschaft. In den Jahren 1992 bis 1995 sammelte er Spielpraxis in der Regionalliga Ost. 1995 erhielt er beim VfB Mödling Torwart und spielte als jüngster Torwart in Österreichs Bundesliga. Aufgrund eines Kahnbeinbruchs in der Hand beendete er nach einem erneuten Wechsel zum Wr. Sportclub seine Karriere 1998.

### Als Trainer
Bereits während seiner aktiven Zeit studierte Leitert an der Universität Wien Sportwissenschaften und spondierte 1999.
Von Februar 2000 bis Oktober 2005 war Leitert als Tormanntrainer des Österreichischen U21-Nationalteams tätig. Ebenso war er in diesem Zeitraum als Trainerausbildner für den ÖFB und die UEFA engagiert.
Im November 2005 wechselte er zum griechischen Topklub Panathinaikos Athen und war dort bis 2007 als Tormanntrainer tätigt. Während dieser Zeit arbeitete er im Betreuerstab des Italieners Alberto Malesani, danach im Trainer-Team des schwedischen Trainers Hans Backe und zuletzt gemeinsam mit dem Spanier Víctor Muñoz tätig.
Mit Munoz arbeitete er auch in der darauffolgenden Saison gemeinsam beim spanischen Erstligisten Recreativo Huelva, wo der Klassenerhalt in der Primera Division geschafft wurde.
Im Sommer 2008 wechselte Leitert nach England, zum Betreuerteam von Juande Ramos bei Tottenham Hotspur. Kurz nach der Entlassung von Juande Ramos und der Installierung von Harry Redknapp als Cheftrainer der Spurs, verließ auch Leitert den englischen Traditionsverein.
Von Juli 2010 bis Dezember 2015 war Leitert bei Red Bull Global Soccer tätig, wo er die Torwartabteilung aller Red Bull Fußball-Standorte FC Red Bull Salzburg, RB Leipzig, New York Red Bulls und Red Bull Brasil (bis 2013 auch Red Bull Ghana) verantwortete.

### Als Geschäftsmann
Im Jänner 2016 gründete er die Hans Leitert Sports Consulting Limited in London, UK, und ist seitdem als Berater für international Klubs, zahlreiche Verbände und hochrangige Institutionen tätig.

## Publikationen
2007 erschien sein Buch Die Kunst des Torwartspiels oder die sieben Prinzipien der Meister. 2008 erschien das Buch in Englisch als The Art Of Goalkeeping Or The Seven Principles of the Masters. Eine griechische Version des Buches wurde ebenfalls 2008 publiziert.
Die Kunst des Torwartspiels oder die sieben Prinzipien der Meister. Monsenstein und Vannerdat, Münster 2007, ISBN 978-3-86582-536-0 (2. unveränderte Auflage 2009 im OnLi-Verlag/bfp-Versand Lindemann).

## Privat
Leitert ist verheiratet und hat eine Tochter.